# Забрежнев, Владимир Иванович
Влади́мир Ива́нович Забре́жнев (Фёдоров) (псевдонимы: В. З., Вл. З., Дюк, Морис и др., 28 марта 1877, Петербург — 9 марта 1939, Ленинград) — российский революционер, криминалист, сотрудник НКВД.

## Биография
Родился в купеческой семье. Отец: Фёдоров Иван Фёдорович, купец Второй Гильдии, потомственный почётный гражданин Санкт-Петербурга. Мать: Олимпиада Николаевна. Старший сын: Михаил Владимирович Забрежнев. Младший сын: Степан Владимирович Забрежнев, рождён в 1919 в браке с Эддой (Евдокией) Степановной Забрежневой. Погиб под Кронштадтом в 1943 в зв. ст. лейт. КБФ, кавалер ордена Красной Звезды. Внук : Забрежнев Виктор Степанович, командир подводной лодки, Северный Флот, кавалер ордена За службу Родине.
В 1895 году окончил Петровское коммерческое училище Петербургского купеческого общества. Был вольнослушателем на естественном отделении физико-математического факультета Петербургского университета и одновременно на биологических курсах профессора П. Ф. Лесгафта.
В революционном движении с 1895 года, член марксистского кружка студентов-юристов. Преподавал в воскресной школе для рабочих фабрик К. Я. Паля и Д. Д. Максвелла за Невской заставой, создал несколько социал-демократических кружков и рабочих групп в жилых казармах Петровско-Спасской мануфактуры Паля-Максвелла. Участвовал в подготовке и распространении печатных изданий петербургских социал-демократов на предприятиях города. В начале 1899 года вступил в Петербургский «Союз борьбы за освобождение рабочего класса».
17 апреля 1899 года арестован по «делу о подготовке первомайской демонстрации». На время следствия помещен в Трубецкой бастион Петропавловской крепости. В августе 1899 года выпущен на поруки отца под надзор полиции до оглашения приговора. С 13 октября 1900 года на основании Высочайшего повеления отдан под гласный надзор полиции на 3 года и выслан в Новгород (затем переведен в Саратов) с запретом проживания в столичных, губернских и ряде других городов России. В 1903 году после окончания высылки выехал за границу.
Под влиянием знакомства с П. А. Кропоткиным, Г. И. Гогелия и другими анархистами перешёл на их сторону и с 1904 года считал себя анархистом-коммунистом. В 1904—1905 годах эпизодически печатался в газете «Хлеб и Воля».

### Революция 1905 года
В марте 1905 года вместе с Н. И. Музилем (Родгаевым) и его женой О. И. Малицкой вернулся в Россию, участвовал в создании южно-русской группы анархистов-коммунистов в Киеве. Издавал газету «Набат». 30 апреля 1905 года бежал при ликвидации кружка и выехал в Москву.
В начале мая 1905 один из организаторов первой московской группы анархистов-коммунистов «Хлеб и Воля». Выехал для пропаганды анархизма и вербовки членов организации в Поволжье (Саратов—Самара—Нижний Новгород). 11 июня 1905 возвратился в Москву, на даче в с. Богородском перепечатывал на гектографе материалы из газеты «Хлеб и Воля». 16 июля 1905 был арестован при ликвидации группы «Хлеб и Воля» в с. Богородском. При аресте пытался оказать вооруженное сопротивление. Привлечен военным судом к дознанию по обвинению в покушении на убийство ротмистра Крушинского и за принадлежность к группе анархистов. С 18 июля по 24 ноября 1905 (по др. данным — по 28 ноября 1905) содержался в Бутырской тюрьме, откуда по решению Московской судебной палаты, ввиду Высочайшего указа об амнистии, был выпущен под денежный залог в 300 руб. до суда, ввиду передачи дела в уголовный суд.
6—17 декабря 1905 вместе с другими московскими анархистами участвовал в Декабрьском вооружённом восстании. Организовал среди рабочих издательства бр. Гранат беспартийную боевую дружину и санитарный пункт. Участвовал в последних боях на Пресне. Арестован 19 декабря 1905, помещен в Арбатскую полицейскую часть, а затем после инсценировки поджога, в Бутырскую тюремную больницу. 18 февраля 1906 года бежал из неё, переодевшись в форму судебного следователя, и скрылся за границей.

### В эмиграции
До 1917 года жил преимущественно в Париже. Участвовал в работе российских заграничных анархистских групп, сотрудничал в анархистской прессе (газ. «Буревестник», «Листки „Хлеб и Воля“» и др.). В сентябре 1906 года — участник съезда российских анархистов-коммунистов в Лондоне, выступил с докладом «О терроре». В августе-сентябре 1907 года входил в делегацию анархистов России на Международном анархическом конгрессе в Амстердаме. В бюро форума предоставил доклад «Проповедники индивидуалистического анархизма в России».
В 1912—1913 — редактор журнала парижских анархистов-коммунистов «Молот» (вышло всего 2 номера).

### Участие в масонстве
В начале 1910-х годах активно участвовал в работах масонских лож Великого востока Франции. В 1915 году был секретарём одной из лож.

### После революции
После Февральской революции вернулся в Россию, выступал с лекциями и докладами в различных городах страны. Состоял личным секретарем министра продовольствия Временного правительства А. В. Пешехонова. Редактировал анархистскую газеты «Голос труда».
В 1918 году перешёл на сторону большевиков, вступил в ВКП(б). Работал секретарем «Известий ВЦИК» (1919—1920). В 1919, являясь сотрудником иностранного отдела РОСТА выполнял тайные поручения Ленина за границей.
В 1921 году В. И. Забрежнев назначается заместителем заведующего отделом печати и информации НКИД. В сентябре 1922 года принят на службу в Управление уголовного розыска Республики и назначен на должность помощника начальника научно-технического отдела ОГПУ. В июне 1923 года по состоянию здоровья Забрежнев уходит с работы из органов внутренних дел.
В 1926—1927 — с тайной миссией в Урумчи (Китай).
В 1929 году был назначен и. о. директора Эрмитажа. На этом посту занимался распродажей ценностей из коллекций Эрмитажа и других за границу (см. Продажа картин из коллекции Эрмитажа). Подпись Забрежнева стоит под актами о передаче для продажи сотен картин.
В 1930—1932 — заместитель директора Института мозга (создан как лаборатория для изучения мозга В. И. Ленина с целью его последующего оживления).
С 1932 года работал цензором иностранного отдела Леноблгорлита. 3 августа 1938 года исключен из ВКП(б) за борьбу против партии Ленина-Сталина в 1917 году и за связь с врагом народа Л. М. Караханом. Арестован. 9 марта 1939 года скончался в больнице при Доме предварительного заключения от ослабления сердечной деятельности.

## Сочинения
- «О терроре», в кн.: «Русская революция и анархизм. Доклады читанные на съезде Коммунистов-Анархистов в октябре 1906 года», Лондон, 1907;
- «Проповедники индивидуалистического анархизма в России (Доклад Амстердамскому конгрессу анархистов-коммунистов, состоявшемуся 24-31 августа 1907 года)», «Буревестник», Париж, 1908, № 10-11;
- «Об индивидуалистическом анархизме». Лондон. 1912.
- «Первые годы моей партийной работы (1895—1899 гг.)», «Пролетарская Революция», 1923, № 10;
- «Бутырки 1905 г. и первый удачный побег из них». «Каторга и Ссылка», 1925, № 4;
- «За массой», в кн: «Декабрь 1905 года на Красной Пресне», 3 изд., М., 1925.
- «Теория и практика психического воздействия», 1922.
- «Спорные вопросы гипнологии», 1925.
- «Задачи современной гипнологии», 1926.
- Перевёл с французского книгу «Кнуто-германская империя и социальная революция» М. А. Бакунина. Москва. «Голос труда». 1920.